# Lancer du poids masculin aux championnats du monde d'athlétisme 2022
Pour des articles plus généraux, voir Championnats du monde d'athlétisme 2022 et Lancer du poids aux championnats du monde d'athlétisme.
Navigation
Doha 2019 Budapest 2023
L'épreuve du lancer du poids masculin des championnats du monde de 2022 se déroule les 15 et 17 juillet 2022 au sein du stade Hayward Field à Eugene, aux États-Unis.

## Mimimas de qualification
Le minima de qualification est fixé à 21,10 m, la période de qualification est comprise entre le 27 juin 2021 et le 26 juin 2022.

## Résultats

### Finale
| Rang               | Athlète               | Nationalité      | Essais | Essais | Essais | Essais | Essais | Essais | Marque | Notes |
| Rang               | Athlète               | Nationalité      | 1      | 2      | 3      | 4      | 5      | 6      | Marque | Notes |
| ------------------ | --------------------- | ---------------- | ------ | ------ | ------ | ------ | ------ | ------ | ------ | ----- |
| Médaille d'or      | Ryan Crouser          | États-Unis       | 22.21  | 22.71  | 22.58  | 22.16  | 22.94  | x      | 22.94  | CR    |
| Médaille d'argent  | Joe Kovacs            | États-Unis       | 22.62  | x      | 22.17  | 22.16  | 22.89  | 22.42  | 22.89  | SB    |
| Médaille de bronze | Josh Awotunde         | États-Unis       | 22.24  | 21.70  | 21.14  | x      | 22.29  | 22.22  | 22.29  | PB    |
| 4                  | Tomas Walsh           | Nouvelle-Zélande | 21.40  | 20.67  | 21.49  | x      | 22.08  | 21.27  | 22.08  |       |
| 5                  | Darlan Romani         | Brésil           | 21.69  | 21.90  | x      | 21.92  | 21.34  | x      | 21.92  |       |
| 6                  | Filip Mihaljević      | Croatie          | 21.05  | x      | x      | 21.35  | 21.82  | 21.58  | 21.82  |       |
| 7                  | Jacko Gill            | Nouvelle-Zélande | 19.19  | 20.75  | 20.82  | 21.03  | x      | 21.40  | 21.40  |       |
| 8                  | Adrian Piperi         | États-Unis       | 20.88  | 20.93  | x      | 20.79  | x      | x      | 20.93  |       |
| 9                  | Nick Ponzio           | Italie           | 20.28  | 20.81  | 20.76  |        |        |        | 20.81  |       |
| 10                 | Marcus Thomsen        | Norvège          | 20.64  | 20.66  | 19.98  |        |        |        | 20.66  |       |
| 11                 | Chukwuebuka Enekwechi | Nigeria          | 20.15  | x      | 20.65  |        |        |        | 20.65  |       |
| 12                 | Uziel Muñoz           | Mexique          | 20.01  | 19.71  | 19.79  |        |        |        | 20.01  |       |

### Qualifications
Qualification: 21,20 m (Q) or les 12 meilleur lanceurs (q) se qualifient pour la finale.
| Rang | Groupe | Athlète                 | Pays             | Essais | Essais | Essais | Marque | Notes |
| Rang | Groupe | Athlète                 | Pays             | 1      | 2      | 3      | Marque | Notes |
| ---- | ------ | ----------------------- | ---------------- | ------ | ------ | ------ | ------ | ----- |
| 1    | A      | Ryan Crouser            | États-Unis       | 22.28  |        |        | 22.28  | Q     |
| 2    | B      | Joe Kovacs              | États-Unis       | 21.50  |        |        | 21.50  | Q     |
| 3    | A      | Tomas Walsh             | Nouvelle-Zélande | 20.81  | 21.11  | 21.44  | 21.44  | Q     |
| 4    | B      | Nick Ponzio             | Italie           | 21.00  | 21.35  |        | 21.35  | Q     |
| 5    | B      | Jacko Gill              | Nouvelle-Zélande | 20.16  | 21.24  |        | 21.24  | Q     |
| 6    | A      | Josh Awotunde           | États-Unis       | 21.18  | X      | 21.13  | 21.18  | q     |
| 7    | B      | Filip Mihaljević        | Croatie          | 20.56  | 21.17  | X      | 21.17  | q     |
| 8    | B      | Adrian Piperi           | États-Unis       | 21.03  | X      | X      | 21.03  | q     |
| 9    | B      | Darlan Romani           | Brésil           | X      | 20.98  | X      | 20.98  | q     |
| 10   | A      | Chukwuebuka Enekwechi   | Nigeria          | 20.51  | 20.87  | 20.85  | 20.87  | q     |
| 11   | A      | Marcus Thomsen          | Norvège          | 19.90  | 20.27  | 19.83  | 20.27  | q     |
| 12   | B      | Uziel Muñoz             | Mexique          | 20.06  | 20.24  | 20.16  | 20.24  | q     |
| 13   | A      | Konrad Bukowiecki       | Pologne          | 19.43  | X      | 20.24  | 20.24  |       |
| 14   | B      | Michał Haratyk          | Pologne          | 19.89  | 20.08  | 20.13  | 20.13  |       |
| 15   | A      | Roman Kokoshko          | Ukraine          | 19.35  | 20.02  | 19.74  | 20.02  |       |
| 16   | A      | Scott Lincoln           | Royaume-Uni      | 19.41  | X      | 19.97  | 19.97  |       |
| 17   | B      | Tsanko Arnaudov         | Portugal         | 18.06  | 19.68  | 19.93  | 19.93  |       |
| 18   | A      | Andrei Toader           | Roumanie         | 19.83  | 19.78  | 19.60  | 19.83  |       |
| 19   | A      | Welington Morais        | Brésil           | 18.98  | 19.80  | X      | 19.80  |       |
| 20   | A      | Eric Favors             | Irlande          | 19.44  | 19.50  | 19.76  | 19.76  |       |
| 21   | B      | Willian Dourado         | Brésil           | 19.65  | 19.41  | 19.73  | 19.73  |       |
| 22   | A      | Leonardo Fabbri         | Italie           | 19.49  | X      | 19.73  | 19.73  |       |
| 23   | B      | Simon Bayer             | Allemagne        | 19.13  | 19.16  | 19.71  | 19.71  |       |
| 24   | B      | Carlos Tobalina         | Espagne          | 19.45  | 19.47  | 19.70  | 19.70  |       |
| 25   | A      | Nicholas Scarvelis      | Grèce            | 19.55  | 19.01  | X      | 19.55  |       |
| 26   | B      | Anastasios Latifllari   | Grèce            | 18.90  | X      | 18.98  | 18.98  |       |
| 27   | A      | Ignacio Carballo        | Argentine        | 18.74  | 18.06  | X      | 18.74  |       |
| 28   | B      | Dotun Ogundeji          | Nigeria          | 18.35  | X      | X      | 18.35  |       |
| 29   | B      | John Kelly              | Irlande          | X      | X      | 17.92  | 17.92  |       |
|      | A      | Tejinder Pal Singh Toor | Inde             |        |        |        | NM     |       |

## Légende
Records et Performances
- AR : Record continental (area record)
- CR : Record des championnats (championship record)
- MR : Record du meeting (meet record)
- NR : Record national (national record)
- OR : Record olympique (olympic record)
- PR : Record paralympique (paralympic record)
- PB : Record personnel (personal best)
- SB : Meilleure performance personnelle de la saison (season's best)
- WL : Meilleure performance mondiale de l'année (world leader)
- WJR : Record du monde junior (world junior record)
- WR : Record du monde (world record)

Circonstances et Conditions
- DNF : N'a pas terminé (did not finish)
- DNS : N'a pas pris le départ (did not start)
- DQ : Disqualification (disqualification)
- NM : Aucun essai valable enregistré (No Mark)
- Q : Qualifié « directement » au prochain tour (ou à la prochaine compétition), lors d'une compétition majeure, grâce au classement ou à la réalisation des minima (automatic qualifier)
- q : Qualifié au prochain tour (ou à la prochaine compétition), lors d'une compétition majeure, grâce au repêchage ou à la réalisation de l'une des meilleures performances parmi celles des « non qualifiés directement » (grâce au meilleur temps ou à la meilleure distance par exemple) (secondary qualifier)